# Yukitoshi Itō
Yukitoshi Itō (jap. 伊東 幸敏 Itō Yukitoshi; ur. 20 lipca 1990 w Fuji) – japoński piłkarz występujący na pozycji obrońcy. Obecnie występuje w Kashima Antlers.

## Kariera klubowa
Od 2012 roku występował w klubie Kashima Antlers.